# Saison 2020-2021 des Golden Knights de Vegas
Autres saisons
Saison précédente Saison suivante
La saison 2020-2021 des Golden Knights de Vegas est la 4e saison de hockey sur glace jouée par la franchise dans la Ligue nationale de hockey. Cette saison est particulière, à cause de la pandémie de la Covid-19, débute en janvier et se dispute sur un calendrier condensé de 56 matchs.

## Avant-saison

### Contexte
Ayant réussi à se qualifier lors de leurs trois premières saisons pour les Séries éliminatoires, les Golden Knights comptent bien continuer ainsi. Pour ce faire, ils recrutent un joueur d’expérience qui a déjà fait ses preuves à travers la ligue en la personne d’Alexander Pietrangelo.

### Mouvements d’effectifs

#### Transactions
| Date              | Acquisition des Golden Knights                                                 | Partenaire d'échange   | Acquisition du partenaire                                                                         |
| ----------------- | ------------------------------------------------------------------------------ | ---------------------- | ------------------------------------------------------------------------------------------------- |
| 28 septembre 2020 | Dylan Sikura                                                                   | Blackhawks de Chicago  | Brandon Pirri                                                                                     |
| 9 octobre 2020    | Carl Dahlström et un choix conditionnel de quatrième tour au Repêchage de 2022 | Jets de Winnipeg       | Paul Stastny                                                                                      |
| 12 octobre 2020   | un choix de troisième tour au Repêchage de 2022                                | Canucks de Vancouver   | Nathan Schmidt                                                                                    |
| 12 avril 2021     | Mattias Janmark                                                                | Sharks de San José     | un choix de cinquième tour au Repêchage de 2022                                                   |
| 12 avril 2021     | Nick DeSimone et un choix de cinquième tour au Repêchage de 2022               | Blackhawks de Chicago  | un choix de deuxième tour au Repêchage de 2021 et un choix de troisième tour au Repêchage de 2022 |
| 17 juillet 2021   | Brett Howden                                                                   | Rangers de New York    | Nick DeSimone                                                                                     |
| 17 juillet 2021   | Nolan Patrick                                                                  | Predators de Nashville | Cody Glass                                                                                        |

#### Signatures d'agent libre
| Joueur                | Date             | Ancienne franchise          | Durée du contrat |
| --------------------- | ---------------- | --------------------------- | ---------------- |
| Tomáš Jurčo           | 10 octobre 2020  | Oilers d'Edmonton           | 1 an             |
| Daniel O’Regan        | 11 octobre 2020  | Rangers de New York         | 1 an             |
| Alexander Pietrangelo | 13 octobre 2020  | Blues de Saint-Louis        | 7 ans            |
| Lukas Cormier         | 31 décembre 2020 | Islanders de Charlottetown  | 3 ans            |
| Pavel Dorofeïev       | 25 janvier 2021  | Traktor Tcheliabinsk        | 3 ans            |
| Daniil Miromanov      | 16 mars 2021     | HK Sotchi                   | 1 an             |
| Peter Diliberatore    | 30 mars 2021     | Bobcats de Quinnipiac       | 3 ans            |
| Layton Ahac           | 30 mars 2021     | Buckeyes d'Ohio State       | 3 ans            |
| Zackary Hayes         | 30 mars 2021     | Silver Knights de Henderson | 3 ans            |
| Maksim Marouchev      | 8 avril 2021     | Ak Bars Kazan               | 2 ans            |
| Mason Primeau         | 31 mai 2021      | Komets de Fort Wayne        | 3 ans            |

#### Départs d'agent libre
| Joueur          | Date              | Franchise suivante     |
| --------------- | ----------------- | ---------------------- |
| Jon Merrill     | 9 octobre 2020    | Red Wings de Détroit   |
| Nick Cousins    | 10 octobre 2020   | Predators de Nashville |
| Curtis McKenzie | 10 octobre 2020   | Blues de Saint-Louis   |
| Jaycob Megna    | 3 novembre 2020   | Barracuda de San José  |
| Garret Sparks   | 1er décembre 2020 | Solar Bears d'Orlando  |
| Brett Lernout   | 10 février 2021   | Eagles du Colorado     |

#### Prolongations de contrat
| Joueur              | Date            | Durée du contrat |
| ------------------- | --------------- | ---------------- |
| Robin Lehner        | 3 octobre 2020  | 5 ans            |
| Chandler Stephenson | 7 octobre 2020  | 4 ans            |
| Gage Quinney        | 8 octobre 2020  | 1 an             |
| Reid Duke           | 9 octobre 2020  | 1 an             |
| James Schuldt       | 9 octobre 2020  | 1 an             |
| Tomáš Nosek         | 10 octobre 2020 | 1 an             |
| Keegan Kolesar      | 19 octobre 2020 | 2 ans            |

#### Retrait de la compétition
| Joueur          | Date             |
| --------------- | ---------------- |
| Deryk Engelland | 22 décembre 2020 |

### Joueurs repêchés
Les Golden Knights possèdent le 29e choix lors du repêchage de 2020 se déroulant virtuellement. Ils sélectionnent au premier tour Brendan Brisson, ailier droit du Steel de Chicago de l'United States Hockey League. La liste des joueurs repêchés en 2020 par les est la suivante :
| Tour | Choix | Nom              | Poste          | Nationalité | Équipe précédente                  |
| ---- | ----- | ---------------- | -------------- | ----------- | ---------------------------------- |
| 1    | 29    | Brendan Brisson  | Ailier droit   | États-Unis  | Steel de Chicago (USHL)            |
| 3    | 68    | Lukas Cormier    | Défenseur      | Canada      | Islanders de Charlottetown (LHJMQ) |
| 3    | 91    | Jackson Hallum   | Centre         | États-Unis  | St-Thomas (USHS-Prep)              |
| 5    | 125   | Jesper Vikman    | Gardien de but | Suède       | AIK IF U20 (J20 Superelit)         |
| 6    | 184   | Noah Ellis       | Défenseur      | États-Unis  | Buccaneers de Des Moines (USHL)    |
| 7    | 215   | Maksim Marouchev | Centre         | Russie      | Neftianik Almetievsk (VHL)         |

Les Golden Knights ont également cédé trois de leurs choix d'origine :
- le 60e, un choix de deuxième tour aux Kings de Los Angeles le 19 février 2020 en compagnie d'un choix de deuxième tour en 2021, en retour d'Alec Martinez[30].
- le 122e, un choix de quatrième tour aux Maple Leafs de Toronto le 23 juillet 2019 en compagnie de David Clarkson, en retour de Garret Sparks[31].
- le 153e, un choix de cinquième tour acquis par les Maple Leafs de Toronto lors d'un échange le 24 février 2020 en retour de Robin Lehner[32].

## Composition de l'équipe
L'équipe 2020-2021 des Golden Knights est entraînée au départ par Peter DeBoer, assisté de Ryan Craig, Misha Donskov, Ryan McGill, Mike Rosati et Steve Spott ; le directeur général de la franchise est Kelly McCrimmon.
Les joueurs utilisés depuis le début de la saison sont inscrits dans le tableau ci-dessous. Les buts des séances de tir de fusillade ne sont pas comptés dans ces statistiques. Certains des joueurs ont également joué des matchs avec l'équipe associée aux Golden Knights : les Silver Knights de Henderson, franchise de la Ligue américaine de hockey.
En raison de la pandémie, la ligue met en place un encadrement élargis appelé Taxi-squad. Il s'agit de joueurs se tenant à disposition avec l'équipe prêt à remplacer un joueur qui serait tester positif à la COVID-19. Treize parmi eux n'ont disputé aucune rencontre avec les Golden Knights, il s'agit de Jake Bischoff, de Paul Cotter, de Carl Dahlström, de Pavel Dorofeïev, de Jack Dugan, de Dylan Fergusson, de Tyrell Goulbourne, de Marcus Kallionkieli, de Kaedan Korczak, de Brayden Pachal, de Jiří Patera, de Gage Quinney et de Jimmy Schuldt.
| No | Nationalité | Joueur            | PJ | V  | D  | DP | Min   | BC | BL | Moy  | %Arr  | A | Pun | Commentaire |
| -- | ----------- | ----------------- | -- | -- | -- | -- | ----- | -- | -- | ---- | ----- | - | --- | ----------- |
| 29 | Canada      | Marc-André Fleury | 36 | 26 | 10 | 0  | 2 147 | 71 | 6  | 1,98 | 92,8  | 1 | 2   |             |
| 35 | Suède       | Oscar Dansk       | 1  | 1  | 0  | 0  | 61    | 4  | 0  | 3,91 | 86,2  | 0 | 0   |             |
| 36 | Canada      | Logan Thompson    | 1  |    |    |    | 8     | 0  | 0  | 0,00 | 100,0 | 0 | 0   |             |
| 90 | Suède       | Robin Lehner      | 19 | 13 | 4  | 2  | 1 155 | 44 | 1  | 2,29 | 91,3  | 1 | 0   |             |

| No | Nationalité | Joueur           | PJ | B | A  | Pts | Pun | Commentaire         |
| -- | ----------- | ---------------- | -- | - | -- | --- | --- | ------------------- |
| 2  | Canada      | Zach Whitecloud  | 51 | 2 | 10 | 12  | 24  |                     |
| 3  | Canada      | Brayden McNabb   | 41 | 2 | 6  | 8   | 16  |                     |
| 7  | Canada      | Alex Pietrangelo | 41 | 7 | 16 | 23  | 16  | assistant capitaine |
| 14 | Canada      | Nicolas Hague    | 52 | 5 | 12 | 17  | 31  |                     |
| 22 | Canada      | Nick Holden      | 17 | 0 | 2  | 2   | 2   |                     |
| 23 | États-Unis  | Alec Martinez    | 53 | 9 | 23 | 32  | 12  |                     |
| 27 | Canada      | Shea Theodore    | 53 | 8 | 34 | 42  | 14  |                     |
| 52 | Canada      | Dylan Coghlan    | 29 | 3 | 3  | 6   | 2   |                     |

| No | Nationalité        | Joueur                 | Poste | PJ | B  | A  | Pts | Pun | Commentaire                                         |
| -- | ------------------ | ---------------------- | ----- | -- | -- | -- | --- | --- | --------------------------------------------------- |
| 9  | Canada             | Cody Glass             | C     | 27 | 4  | 6  | 10  | 8   |                                                     |
| 10 | Canada             | Nicolas Roy            | C     | 50 | 6  | 9  | 15  | 14  |                                                     |
| 13 | Slovaquie          | Tomáš Jurčo            | AG    | 8  | 0  | 1  | 1   | 0   |                                                     |
| 15 | Canada             | Dylan Sikura           | AD    | 6  | 2  | 0  | 2   | 0   |                                                     |
| 18 | Canada             | Peyton Krebs           | C     | 4  | 0  | 1  | 1   | 0   |                                                     |
| 19 | Canada             | Reilly Smith           | AD    | 53 | 14 | 11 | 25  | 18  | assistant capitaine                                 |
| 20 | Canada             | Chandler Stephenson    | C     | 51 | 14 | 21 | 35  | 29  |                                                     |
| 26 | Suède              | Mattias Janmark        | C     | 15 | 1  | 4  | 5   | 2   | A commencé la saison avec les Blackhawks de Chicago |
| 28 | Canada             | William Carrier        | AG    | 52 | 6  | 9  | 15  | 16  |                                                     |
| 38 | États-Unis         | Patrick Brown          | C     | 4  | 0  | 0  | 0   | 2   |                                                     |
| 55 | Canada             | Keegan Kolesar         | AD    | 44 | 3  | 10 | 13  | 30  |                                                     |
| 61 | Canada             | Mark Stone             | AD    | 55 | 21 | 40 | 61  | 28  | capitaine de l'équipe                               |
| 67 | États-Unis         | Maximillian Pacioretty | AG    | 48 | 24 | 27 | 51  | 14  | assistant capitaine                                 |
| 71 | Suède              | William Karlsson       | C     | 56 | 14 | 25 | 39  | 4   |                                                     |
| 75 | Canada             | Ryan Reaves            | AD    | 37 | 1  | 4  | 5   | 27  |                                                     |
| 81 | Canada             | Jonathan Marchessault  | C     | 55 | 18 | 26 | 44  | 39  |                                                     |
| 89 | États-Unis         | Alex Tuch              | AD    | 55 | 18 | 15 | 33  | 28  |                                                     |
| 92 | République tchèque | Tomáš Nosek            | AG    | 38 | 8  | 10 | 18  | 10  |                                                     |

## Saison régulière

### Match après match
Cette section présente les résultats de la saison régulière qui s'est déroulée du 13 janvier au 12 mai. Le calendrier de cette dernière est annoncé par la ligue le 23 décembre 2020.
Nota : les résultats sont indiqués dans la boîte déroulante ci-dessous afin de ne pas surcharger l'affichage de la page. La colonne « Fiche » indique à chaque match le parcours de l'équipe au niveau des victoires, défaites et défaites en prolongation ou lors de la séance de tir de fusillade (dans l'ordre). La colonne « Pts » indique les points récoltés par l'équipe au cours de la saison. Une victoire rapporte deux points et une défaite en prolongation, un seul.
| No | Date       | Adversaire | Lieu        | Score    | Buteur(s) des Hurricanes | Fiche   | Pts | Gardien de but | Patinoire          | Résumé     |
| -- | ---------- | ---------- | ----------- | -------- | --- | ------- | --- | -------------- | ------------------ | ---------- |
| 1  | 14 janvier | Ducks      | Las Vegas   | 5-2      | Marchessault (Martinez - Theodore) Nosek (Reaves) Stone (Stephenson - Pietrangelo) Pacioretty (Stone - Martinez) Tuch (Roy - Glass)                                         | 1-0-0   | 2   | Lehner         | T-Mobile Arena     | [ fdm 1 ]  |
| 2  | 16 janvier | Ducks      | Las Vegas   | 2-1 (P)  | Karlsson (Marchessault - Stone) Pacioretty (Stone) | 2-0-0   | 4   | Fleury         | T-Mobile Arena     | [ fdm 2 ]  |
| 3  | 18 janvier | Coyotes    | Las Vegas   | 4-2      | Pacioretty (Stephenson - Theodore) Smith (Karlsson - Marchessault) Stephenson (Whitecloud - Stone) Smith                                                                    | 3-0-0   | 6   | Lehner         | T-Mobile Arena     | [ fdm 3 ]  |
| 4  | 20 janvier | Coyotes    | Las Vegas   | 5-2      | Theodore (Martinez - Tuch) Pietrangelo (Tuch - Kolesar) Stone (Pacioretty - Hague) Theodore (Smith - Marchessault) Tuch (Stone - Pietrangelo)                               | 4-0-0   | 8   | Fleury         | T-Mobile Arena     | [ fdm 4 ]  |
| 5  | 22 janvier | Coyotes    | Glendale    | 5-2      | Theodore Glass (Stone - Theodore) | 4-1-0   | 8   | Lehner         | Gila River Arena   | [ fdm 5 ]  |
| 6  | 24 janvier | Coyotes    | Glendale    | 0-1      | Karlsson (Marchessault - Tuch) | 5-1-0   | 10  | Fleury         | Gila River Arena   | [ fdm 6 ]  |
| 7  | 26 janvier | Blues      | Las Vegas   | 5-4 (TF) | Tuch (Kolesar - Pietrangelo) · Pacioretty (Stone - Martinez) · Pacioretty ¢Theodore - Stone) · Pacioretty ¢Martinez - Stone) · TF : Marchessault - Theodore - Tuch          | 5-1-1   | 11  | Lehner         | T-Mobile Arena     | [ fdm 7 ]  |
| 8  | 5 février  | Kings      | Las Vegas   | 2-5      | Hague (Pacioretty - Stone) Stone (Pacioretty - Theodore) Marchessault (Karlsson - Hague) Karlsson (Marchessault - Hague) Glass (Karlsson - Pacioretty)                      | 6-1-1   | 13  | Fleury         | T-Mobile Arena     | [ fdm 8 ]  |
| 9  | 7 février  | Kings      | Las Vegas   | 3-4      | Smith (Marchessault - Theodore) Whitecloud (Glass - Tuch) Stephenson (Stone - Pacioretty) Stephenson (Tuch - Martinez)                                                      | 7-1-1   | 15  | Lehner         | T-Mobile Arena     | [ fdm 9 ]  |
| 10 | 9 février  | Ducks      | Las Vegas   | 4-5      | Stephenson (Stone - Coghlan) Marchessault (Smith - Karlsson) Tuch (Glass) Roy (Glass - Theodore) Whitecloud (Carrier - Stephenson)                                          | 8-1-1   | 17  | Fleury         | T-Mobile Arena     | [ fdm 10 ] |
| 11 | 11 février | Ducks      | Las Vegas   | 1-0      | | 8-2-1   | 17  | Fleury         | T-Mobile Arena     | [ fdm 11 ] |
| 12 | 13 février | Sharks     | San José    | 3-1      | Marchessault (Stephenson - Martinez) Stone (Karlsson - Glass) Stephenson (Tuch - Martinez)                                                                                  | 9-2-1   | 19  | Fleury         | SAP Center         | [ fdm 12 ] |
| 13 | 14 février | Avalanche  | Las Vegas   | 0-1      | Pacioretty (Whitecloud) | 10-2-1  | 21  | Fleury         | T-Mobile Arena     | [ fdm 13 ] |
| 14 | 16 février | Avalanche  | Las Vegas   | 3-2      | Pacioretty (Theodore - Karlsson) Marchessault (Karlsson - Smith) | 10-3-1  | 21  | Fleury         | T-Mobile Arena     | [ fdm 14 ] |
| 15 | 20 février | Avalanche  | Denver      | 2-3      | Martinez (Marchessault - Pietrangelo) Tuch (Whitecloud) | 10-4-1  | 21  | Fleury         | Ball Arena         | [ fdm 15 ] |
| 16 | 22 février | Avalanche  | Denver      | 3-0      | Tuch (Karlosson - Pietrangelo) Tuch (Stone) Marchessault (Karlsson - Hague)                                                                                                 | 11-4-1  | 23  | Fleury         | Ball Arena         | [ fdm 16 ] |
| 17 | 27 février | Ducks      | Anaheim     | 3-2 (P)  | Pietrangelo (Theodore - Kolesar) Karlsson (Pietrangelo) Karlsson (Smith - Theodore)                                                                                         | 12-4-1  | 25  | Fleury         | Honda Center       | [ fdm 17 ] |
| 18 | 1er mars   | Wild       | Las Vegas   | 4-5 (P)  | Glass (Stone - Theodore) Pacioretty (Stone - Stephenson) Hague (Stone - Whitecloud) Tuch (Stone - Pacioretty) Pacioretty (Stone)                                            | 13-4-1  | 27  | Fleury         | T-Mobile Arena     | [ fdm 18 ] |
| 19 | 3 mars     | Wild       | Las Vegas   | 1-5      | Tuch (Glass - Hague) Marchessault (Tuch - Karlsson) Stone (Stephenson) Stephenson (Stone - Pacioretty) Karlsson (Hague)                                                     | 14-4-1  | 29  | Fleury         | T-Mobile Arena     | [ fdm 19 ] |
| 20 | 5 mars     | Sharks     | San José    | 5-4 (P)  | Smith (Karlsson - Marchessault) Stephenson (Stone - Pacioretty) Pacioretty (Martinez - Reaves) Tuch (Carrier) Pacioretty (Pietrangelo - Stone)                              | 15-4-1  | 31  | Dansk          | SAP Center         | [ fdm 20 ] |
| 21 | 6 mars     | Sharks     | San José    | 4-0      | Stone (Stephenson - Pacioretty) Tuch Smith (Marchessault - Pietrangelo) | 16-4-1  | 33  | Fleury         | SAP Center         | [ fdm 21 ] |
| 22 | 8 mars     | Wild       | Saint-Paul  | 0-2      | | 16-5-1  | 33  | Fleury         | Xcel Energy Center | [ fdm 22 ] |
| 23 | 10 mars    | Wild       | Saint-Paul  | 3-4      | Coghlan (Roy) Coghlan (Martinez - Stephenson) Coghlan (Theodore - Stone) | 16-6-1  | 33  | Fleury         | Xcel Energy Center | [ fdm 23 ] |
| 24 | 12 mars    | Blues      | Saint-Louis | 5-4 (P)  | Stone (Stephenson - Pacioretty) Marchessault (Smith) Nosek (Coghlan - Roy) Martinez (Nosek - Theodore) Smith (Marchessault - Martinez)                                      | 17-6-1  | 35  | Fleury         | Enterprise Center  | [ fdm 24 ] |
| 25 | 13 mars    | Blues      | Saint-Louis | 5-1      | Theodore (Marchessault - Karlsson) Stone (Pacioretty - Theodore) Pacioretty (Stephenson - McNabb) Stone (Pacioretty - Stephenson) Tuch                                      | 18-6-1  | 37  | Fleury         | Enterprise Center  | [ fdm 25 ] |
| 26 | 15 mars    | Sharks     | Las Vegas   | 1-2      | Pacioretty (Stone - Theodore) Stone (Pacioretty - Hague) | 19-6-1  | 39  | Fleury         | T-Mobile Arena     | [ fdm 26 ] |
| 27 | 17 mars    | Sharks     | Las Vegas   | 4-5      | Theodore (Pacioretty) Glass (Theodore - Stone) Hague (Marchessault - Karlsson) Reaves (Nosek - Whitecloud) Martinez (Nosek - Theodore)                                      | 20-6-1  | 41  | Fleury         | T-Mobile Arena     | [ fdm 27 ] |
| 28 | 19 mars    | Kings      | Los Angeles | 4-2      | Pacioretty (Stone) Pacioretty (Theodore - Martinez) Karlsson (Marchessault - Martinez) Carrier (Hague - Nosek)                                                              | 21-6-1  | 43  | Lehner         | Staples Center     | [ fdm 28 ] |
| 29 | 21 mars    | Kings      | Los Angeles | 1-3      | Nosek (Kolesar) | 21-7-1  | 43  | Fleury         | Staples Center     | [ fdm 29 ] |
| 30 | 22 mars    | Blues      | Las Vegas   | 1-5      | Marchessault (Karlsson) Stone (Holden - Stephenson) Kolesar (Hague - Nosek) Karlsson (Stone - Marchessault) Stone (Theodore - Karlsson)                                     | 22-7-1  | 45  | Lehner         | T-Mobile Arena     | [ fdm 30 ] |
| 31 | 25 mars    | Avalanche  | Denver      | 1-5      | Pacioretty (Stone - Martinez) | 22-8-1  | 45  | Fleury         | Ball Arena         | [ fdm 31 ] |
| 32 | 27 mars    | Avalanche  | Denver      | 3-2 (P)  | Martinez (Stephenson - Pacioretty) Carrier (Theodore - Nosek) Pacioretty (Tuch)                                                                                             | 23-8-1  | 47  | Fleury         | Ball Arena         | [ fdm 32 ] |
| 33 | 29 mars    | Kings      | Las Vegas   | 1-4      | Smith (Marchessault - Stone) Nosek (Whitecloud - Carrier) Hague (Marchessault - Karlsson) Martinez (Kolesar - Theodore)                                                     | 24-8-1  | 49  | Lehner         | T-Mobile Arena     | [ fdm 33 ] |
| 34 | 31 mars    | Kings      | Las Vegas   | 4-2      | Karlsson (Marchessault - Theodore) Theodore (Tuch - Kolesar) | 24-9-1  | 49  | Fleury         | T-Mobile Arena     | [ fdm 34 ] |
| 35 | 1er avril  | Wild       | Las Vegas   | 3-2 (TF) | Karlsson (Theodore - Martinez) · McNabb (Carrier - Nosek) · TF : Marchessault - Theodore - Tuch                                                                             | 24-9-2  | 50  | Lehner         | T-Mobile Arena     | [ fdm 35 ] |
| 36 | 3 avril    | Wild       | Las Vegas   | 2-1      | Nosek (Roy - Tuch) | 24-10-2 | 50  | Fleury         | T-Mobile Arena     | [ fdm 36 ] |
| 37 | 5 avril    | Blues      | Saint-Louis | 6-1      | Nosek (Holden - Kolesar) Martinez (Stone - Pacioretty) Martinez (Tuch - Kolesar) Carrier (Pietrangelo - McNabb) Marchessault (Karlsson - Smith) Hague (Carrier - Roy)       | 25-10-2 | 52  | Lehner         | Enterprise Center  | [ fdm 37 ] |
| 38 | 7 avril    | Blues      | Saint-Louis | 1-3      | Roy (Carrier - Reaves) | 25-11-2 | 52  | Fleury         | Enterprise Center  | [ fdm 38 ] |
| 39 | 9 avril    | Coyotes    | Las Vegas   | 4-7      | Marchessault (Pacioretty - Theodore) Carrier (Roy - Reaves) Kolesar Smith (Karlsson) Stephenson (Stone - McNabb) Smith (Karlsson - Marchessault)                            | 26-11-2 | 54  | Lehner         | T-Mobile Arena     | [ fdm 39 ] |
| 40 | 11 avril   | Coyotes    | Las Vegas   | 0-1      | Nosek (Marchessault) | 27-11-2 | 56  | Fleury         | T-Mobile Arena     | [ fdm 40 ] |
| 41 | 12 avril   | Kings      | Los Angeles | 4-2      | Roy (Jurco - Theodore) Stone (Stephenson) Tuch Pacioretty (Theodore - Stone)                                                                                                | 28-11-2 | 58  | Lehner         | Staples Center     | [ fdm 41 ] |
| 42 | 14 avril   | Kings      | Los Angeles | 6-2      | Nosek (Martinez - Theodore) Tuch (Janmark - Nosek) Pacioretty (Stone) Stephenson (Pacioretty - Whitecloud) Stone (Pacioretty) Pietrangelo (Tuch - Nosek)                    | 29-11-2 | 60  | Fleury         | Staples Center     | [ fdm 42 ] |
| 43 | 16 avril   | Ducks      | Anaheim     | 4-0      | Karlsson (Smith - Marchessault) Stephenson (Stone - Pacioretty) Roy McNabb (Stephenson - Stone)                                                                             | 30-11-2 | 62  | Lehner         | Honda Center       | [ fdm 43 ] |
| 44 | 18 avril   | Ducks      | Anaheim     | 5-2      | Pacioretty (Martinez - Stone) Pietrangelo (Pacioretty - Martinez) Roy (Carrier - Whitecloud) Stone (Theodore - Fleury) Tuch (Roy - Nosek)                                   | 31-11-2 | 64  | Fleury         | Honda Center       | [ fdm 44 ] |
| 45 | 19 avril   | Sharks     | Las Vegas   | 2-3 (TF) | Stone (Theodore - Pacioretty) · Stone (Pacioretty - Theodore) · TF : Tuch - Stephenson                                                                                      | 32-11-2 | 66  | Lehner         | T-Mobile Arena     | [ fdm 45 ] |
| 46 | 21 avril   | Sharks     | Las Vegas   | 2-5      | Marchessault (Karlsson - Martinez) Stone (Pacioretty - Theodore) Tuch (Theodore - Marchessault) Marchessault (Janmark) Janmark (Marchessault)                               | 33-11-2 | 68  | Fleury         | T-Mobile Arena     | [ fdm 46 ] |
| 47 | 24 avril   | Ducks      | Anaheim     | 5-1      | Stephenson (Pacioretty) Stephenson (Theodore) Carrier (Pietrangelo) Karlsson (Marchessault - Pietrangelo) Theodore (McNabb - Stephenson)                                    | 34-11-2 | 70  | Lehner         | Honda Center       | [ fdm 47 ] |
| 48 | 28 avril   | Avalanche  | Las Vegas   | 2-5      | Karlsson (Pietrangelo - Martinez) Pacioretty (Theodore - Stone) Stone (Stephenson - Pacioretty) Pacioretty (Stone) Marchessault                                             | 35-11-2 | 72  | Fleury         | T-Mobile Arena     | [ fdm 48 ] |
| 49 | 30 avril   | Coyotes    | Glendale    | 0-3      | | 35-12-2 | 72  | Lehner         | Gila River Arena   | [ fdm 49 ] |
| 50 | 1er mai    | Coyotes    | Glendale    | 3-2 (P)  | Karlsson (Marchesault - Smith) Stone (Pacioretty - Stephenson Marchessault (Pietrangelo)                                                                                    | 36-12-2 | 74  | Fleury         | Gila River Arena   | [ fdm 50 ] |
| 51 | 3 mai      | Wild       | Saint-Paul  | 5-6      | Theodore (Stone - McNabb) Martinez (Smith - Karlsson) Tuch (Krebs - Roy) Stone (Stephenson) Marchessault (Martinez - Karlsson)                                              | 36-13-2 | 74  | Lehner         | Xcel Energy Center | [ fdm 51 ] |
| 52 | 5 mai      | Wild       | Saint-Paul  | 3-2 (P)  | Stephenson (Janmark) Smith (Karlsson - Martinez) Pietrangelo (Tuch - Marchessault)                                                                                          | 37-11-2 | 76  | Fleury         | Xcel Energy Center | [ fdm 52 ] |
| 53 | 7 mai      | Blues      | Las Vegas   | 3-4 (P)  | Smith (Hague - Karlsson) Martinez (Stone - Stephenson) Roy (Hague - Whitecloud) Marchessault (Tuch - Lehner)                                                                | 38-13-2 | 78  | Lehner         | T-Mobile Arena     | [ fdm 53 ] |
| 54 | 8 mai      | Blues      | Las Vegas   | 1-4      | Smith (Carrier - Kolesar) Stephenson (Pietrangelo) Smith (Martinez - Pietrangelo) Smith                                                                                     | 39-13-2 | 80  | Fleury         | T-Mobile Arena     | [ fdm 54 ] |
| 55 | 10 mai     | Avalanche  | Las Vegas   | 2-1      | Pietrangelo (Hague - Stone) | 39-14-2 | 80  | Lehner         | T-Mobile Arena     | [ fdm 55 ] |
| 56 | 12 mai     | Sharks     | San José    | 6-0      | Pietrangelo (Smith - Marchessault) Kolesar (Carrier - Roy) Carrier (Tuch - Karlsson) Marchessault (Smith - Whitecloud) Sikura (Janmark - McNabb) Sikura (Kolesar - Coghlan) | 40-14-2 | 82  | Fleury         | SAP Center         | [ fdm 56 ] |

### Classement de l'équipe
L'équipe des Golden Knights finit à la deuxième place de la division Ouest Honda et se qualifient pour les Séries éliminatoires, L'Avalanche est sacré champion de la division. Au niveau de la Ligue nationale de hockey, cela les place à la vingt-deuxième place, les premiers étant l'Avalanche du Colorado avec huitante-deux points.
| Clt   | Équipe                  | PJ | V  | D  | DP | BP  | BC  | Pts |
| ----- | ----------------------- | -- | -- | -- | -- | --- | --- | --- |
| +001, | Avalanche du Colorado   | 56 | 39 | 13 | 4  | 197 | 133 | 82  |
| +002, | Golden Knights de Vegas | 56 | 40 | 14 | 2  | 191 | 124 | 82  |
| +003, | Wild du Minnesota       | 56 | 35 | 16 | 5  | 181 | 160 | 75  |
| +004, | Blues de Saint-Louis    | 56 | 27 | 20 | 9  | 169 | 170 | 63  |
| +005, | Coyotes de l'Arizona    | 56 | 24 | 26 | 6  | 153 | 176 | 54  |
| +006, | Kings de Los Angeles    | 56 | 21 | 28 | 7  | 143 | 170 | 49  |
| +007, | Sharks de San José      | 56 | 21 | 28 | 7  | 151 | 199 | 49  |
| +008, | Ducks d'Anaheim         | 56 | 17 | 30 | 9  | 126 | 179 | 43  |

- En gras : champion de la saison régulière
- En italique : qualifié pour les séries éliminatoires

Avec cent-nonante et un buts inscrits, les Golden Knights possèdent la troisième attaque de la ligue, les meilleures étant l'Avalanche du Colorado avec cent-nonante-sept buts et les moins performants étant les Ducks d'Anaheim avec cent-vingt-six buts. Au niveau défensif, les Golden Knights de Vegas est l'équipe qui a concédé le moins de buts (cent-vingt-quatre) alors qu'au contraire, les Flyers de Philadelphie en accordent deux-cent-un buts.

### Meneurs de la saison
Maximillian Pacioretty est le joueur des Golden Knights qui a inscrit le plus de buts (vingt-quatre), le classant à la 15e position au niveau de la ligue. Ce classement est remporté par Auston Matthews des Maple Leafs de Toronto avec quarante et une réalisations.
Le joueur comptabilisant le plus d'aides chez les Golden Knights est Mark Stone avec quarante, ce qui le classe au 12e rang au niveau de la ligue. le meilleur étant Connor McDavid des Oilers d'Edmonton avec septante et une passes comptabilisées.
Mark Stone, obtenant un total de soixante et un points est le joueur des Golden Knights le mieux placé au classement par point, terminant à la 11e place au niveau de la ligue. Connor McDavid en comptabilise cent-quatre pour remporter ce classement.
Au niveau des défenseurs, Shea Theodore est le défenseur le plus prolifique de la saison avec un total de quarante-deux points, terminant à la 9e place au niveau de la ligue. Tyson Barrie des Oilers d'Edmonton est le défenseur comptabilisant le plus de points avec un total de quarante-huit.
Concernant les Gardien, Marc-André Fleury accorde septante et un buts en deux-mille- cent-quarante-sept minutes, pour un pourcentage d’arrêt de nonante-deux, huit et Robin Lehner accorde quarante-quatre buts en mille-cent-cinquante-cinq minutes, pour un pourcentage d'arrêt de nonante et un, trois.Jack Campbell est le gardien ayant accordé le moins de buts (quarante-trois) et Connor Hellebuyck le plus (cent-douze), Hellebuyck est également le gardien disputant le plus de minutes de jeu (deux-mille-six-cent-deux), Alexander Nedeljkovic est le gardien présentant le meilleur taux d’arrêts avec (nonante-trois, deux) et Carter Hart le pire (huitante-sept, sept.
À propos des recrues, Keegan Kolesar comptabilise treize points, finissant à la 23e place au niveau de la ligue. Kirill Kaprizov du Wild du Minnesota est la recrue la plus prolifique avec un total de cinquante et un point.
Enfin, au niveau des pénalités, les Golden Knights ont totalisé quatre-cent-huit minutes de pénalité dont trente-neuf minutes pour Jonathan Marchessault, ils sont la vingt-deuxième équipe la plus pénalisée de la saison. Le joueur le plus pénalisé de la ligue est Tom Wilson des Capitals de Washington avec nonante-six minutes et l'équipe la plus pénalisée est le Lightning de Tampa Bay.

## Séries éliminatoires

### Déroulement des séries

#### Premier tour contre le Wild
Les Golden Knights de Vegas ayant terminé à la deuxième place de la division Ouest, affrontent le troisième de ce classement, le Wild du Minnesota. Comme dans d'autres divisions, c'est la première fois que les deux équipes se rencontrent lors des séries éliminatoires, les joueurs de Vegas jouant les séries pour la cinquième fois en autant d'année depuis leur création en 2017. Ils finissent cette saison régulière avec autant de points que la meilleure formation de la LNH, l'Avalanche du Colorado, et ne doivent cette deuxième place qu'à une différence du nombre de victoires lors du temps réglementaire. Malgré tout, entre les deux équipes, ce sont les joueurs du Wild qui ont remporté le plus de victoires au cours de la saison régulière avec cinq victoires et trois défaites dont deux en prolongation. Les deux dernières rencontres entre les deux équipes se sont soldées par une victoire de chaque côté et avec un seul but de différence à chaque fois. Les joueurs de Vegas comptent offensivement sur Mark Stone, leur capitaine, douzième pointeur de la saison régulière ainsi que sur les gardiens Marc-André Fleury et Robin Lehner, récipiendaires du trophée William-M.-Jennings en tant que gardiens de l'équipe ayant accordé le moins de buts (124). Au sein de l'équipe du Minnesota, la menace principale s'appelle Kirill Kaprizov, jeune joueur russe de 24 ans, meilleur pointeur et buteur des recrues de la LNH avec 51 points dont 27 buts.
La première confrontation en série entre les deux équipes est jouée le 16 mai sur la glace des Golden Knights et ce sont les gardiens qui s'illustrent au cours de ce match : Fleury arrête 30 lancers et à l'autre bout de la patinoire, le gardien du Wild, Cameron Talbot fait face à 42 lancers. Après 60 minutes sans buts, il faut attendre la 3e minute des prolongations pour voir la victoire du Wild : à la suite d'un engagement remporté par les joueurs de Vegas, ces derniers ne parviennent pas à dégager le palet proprement, Joel Eriksson Ek en profite pour faire un lancer qui est dévidé par le patin d'Alec Martinez et passe entre les jambières de Fleury. Le deuxième match part sur les mêmes bases puisque les deux gardiens arrêtent tous les lancers qu'ils reçoivent lors des 20 premières minutes, dont 17 arrêts pour Fleury. Finalement, un peu après la moitié du temps réglementaire, Fleury laisse passer le premier but de la soirée mais 18 secondes plus tard, les joueurs de Vegas reviennent au score par l'intermédiaire de Jonathan Marchessault puis cinq minutes après Alex Tuch reçoit un palet de derrière les buts par Mattias Janmark et trompe pour la deuxième fois du match Talbot. Tuch inscrit un troisième but pour Vegas dans la dernière minute de jeu, une nouvelle fois en reprenant une passe de derrière les buts de Talbot. Vegas remporte le match 3-1 et revient à égalité dans la série.
Le troisième match de la série se joue sur la glace du Wild dans la Xcel Energy Center et les joueurs locaux marquent deux buts dans les 10 premières minutes du match alors que Talbot ne reçoit que 4 lancers de Vegas lors du premier tiers temps. Le capitaine des Golden Knights ouvre le compteur de son équipe à la 28e minute puis deux nouveaux buts sont marqués par les visiteurs avant la fin du tiers-temps. Ces derniers tirent au but à 22 reprises lors de cette période et ils ajoutent deux nouveaux buts dans les trois dernières minutes de jeu pour une victoire 5 à 2.
| 16 mai | Las Vegas | 0-1 (pr) (0-0, 0-0, 0-0, 0-1) | Minnesota | T-Mobile Arena 8 683 spectateurs |

| Feuille de match | Feuille de match | Feuille de match | Feuille de match                              | Feuille de match                                                       |
| ---------------- | ---------------- | ---------------- | --------------------------------------------- | ---------------------------------------------------------------------- |
|                  |                  | 0-1              | Eriksson Ek (Foligno, Greenway) — 63 min 20 s | Arbitrage : Frederick L'Ecuyer, Wes McCauley Bevan Mills, Jonny Murray |
| Fleury           | Gardiens         | Talbot           |                                               | Arbitrage : Frederick L'Ecuyer, Wes McCauley Bevan Mills, Jonny Murray |
| 4 min            | Pénalités        | 6 min            |                                               | Arbitrage : Frederick L'Ecuyer, Wes McCauley Bevan Mills, Jonny Murray |
| 42               | Tirs             | 30               |                                               | Arbitrage : Frederick L'Ecuyer, Wes McCauley Bevan Mills, Jonny Murray |

| 18 mai | Las Vegas | 3-1 (0-0, 2-1, 1-0) | Minnesota | T-Mobile Arena 8 683 spectateurs |

| Feuille de match | Feuille de match | Feuille de match | Feuille de match            | Feuille de match                                                              |
| ---------------- | --- | ---------------- | --------------------------- | ----------------------------------------------------------------------------- |
|                  | Marchessault (Smith, Karlsson) — 32 min 25 s Tuch (Janmark, Pietrangelo) — 37 min 19 s Tuch (Stephenson, Stone) — 59 min 7 s (SN) | 0-1 1-1 2-1 3-1  | Dumba (Brodin) — 32 min 7 s | Arbitrage : Francois StLaurent, Frederick L'Ecuyer Jonny Murray, Andrew Smith |
| Fleury           | Gardiens | Talbot           |                             | Arbitrage : Francois StLaurent, Frederick L'Ecuyer Jonny Murray, Andrew Smith |
| 4 min            | Pénalités | 6 min            |                             | Arbitrage : Francois StLaurent, Frederick L'Ecuyer Jonny Murray, Andrew Smith |
| 28               | Tirs | 35               |                             | Arbitrage : Francois StLaurent, Frederick L'Ecuyer Jonny Murray, Andrew Smith |

| 20 mai | Minnesota | 2-5 (2-0, 0-3, 0-2) | Las Vegas | Xcel Energy Center 4 500 spectateurs |

| Feuille de match | Feuille de match                                                          | Feuille de match            | Feuille de match | Feuille de match                                                          |
| ---------------- | ------------------------------------------------------------------------- | --------------------------- | --- | ------------------------------------------------------------------------- |
|                  | Hartman (Kaprizov) — 2 min 16 s Eriksson Ek (Foligno, Dumba) — 8 min 30 s | 1-0 2-0 2-1 2-2 2-3 2-4 2-5 | Stone (Stephenson, McNabb) — 28 min 39 s Brown (Holden, Carrier) — 35 min 19 s Smith (Holden, Karlsson) — 37 min 33 s Karlsson (Smith, Fleury) — 57 min 36 s Stone — 59 min 1 s (CV) | Arbitrage : Wes McCauley, Francois StLaurent Ryan Gibbons, Libor Suchanek |
| Talbot           | Gardiens                                                                  | Fleury                      | | Arbitrage : Wes McCauley, Francois StLaurent Ryan Gibbons, Libor Suchanek |
| 10 min           | Pénalités                                                                 | 4 min                       | | Arbitrage : Wes McCauley, Francois StLaurent Ryan Gibbons, Libor Suchanek |
| 16               | Tirs                                                                      | 40                          | | Arbitrage : Wes McCauley, Francois StLaurent Ryan Gibbons, Libor Suchanek |

| 22 mai | Minnesota | 0-4 (0-1, 0-2, 0-1) | Las Vegas | Xcel Energy Center 4 500 spectateurs |

| Feuille de match | Feuille de match | Feuille de match | Feuille de match | Feuille de match                                                   |
| ---------------- | ---------------- | ---------------- | --- | ------------------------------------------------------------------ |
|                  |                  | 0-1 0-2 0-3 0-4  | Roy (Kolesar) — 10 min 37 s Tuch (Stephenson, Whitecloud) — 29 min 8 s Stone — 33 min 41 s (IN) Roy (Janmark, Kolesar) — 58 min 32 s (CV) | Arbitrage : Dan O'Rourke, Kyle Rehman Libor Suchanek, Ryan Gibbons |
| Talbot           | Gardiens         | Fleury           | | Arbitrage : Dan O'Rourke, Kyle Rehman Libor Suchanek, Ryan Gibbons |
| 2 min            | Pénalités        | 6 min            | | Arbitrage : Dan O'Rourke, Kyle Rehman Libor Suchanek, Ryan Gibbons |
| 35               | Tirs             | 18               | | Arbitrage : Dan O'Rourke, Kyle Rehman Libor Suchanek, Ryan Gibbons |

| 24 mai | Las Vegas | 2-4 (1-3, 1-0, 0-1) | Minnesota | T-Mobile Arena 12 156 spectateurs |

| Feuille de match | Feuille de match                                                                     | Feuille de match        | Feuille de match | Feuille de match                                                     |
| ---------------- | ------------------------------------------------------------------------------------ | ----------------------- | --- | -------------------------------------------------------------------- |
|                  | Stone (Tuch, Holden) — 8 min 14 s Martinez (Pietrangelo, Janmark) — 29 min 43 s (SN) | 1-0 1-1 1-2 1-3 2-3 2-4 | Kaprizov (Zuccarello Aasen) — 9 min 6 s Parisé (Brodin, Dumba) — 11 min 57 s Greenway (Addison) — 16 min 34 s Sturm — 59 min 21 s (CV) | Arbitrage : Francis Charron, Jon McIsaac Michel Cormier, Tyson Baker |
| Fleury           | Gardiens                                                                             | Talbot                  | | Arbitrage : Francis Charron, Jon McIsaac Michel Cormier, Tyson Baker |
| 0 min            | Pénalités                                                                            | 4 min                   | | Arbitrage : Francis Charron, Jon McIsaac Michel Cormier, Tyson Baker |
| 40               | Tirs                                                                                 | 14                      | | Arbitrage : Francis Charron, Jon McIsaac Michel Cormier, Tyson Baker |

| 26 mai | Minnesota | 3-0 (0-0, 0-0, 3-0) | Las Vegas | Xcel Energy Center 4 500 spectateurs |

| Feuille de match | Feuille de match | Feuille de match | Feuille de match | Feuille de match                                                     |
| ---------------- | --- | ---------------- | ---------------- | -------------------------------------------------------------------- |
|                  | Hartman (Fiala, Parisé) — 44 min 21 s Fiala (Spurgeon, Zuccarello Aasen) — 49 min 35 s (SN) Bjugstad (Sturm, Spurgeon) — 55 min 17 s | 1-0 2-0 3-0      |                  | Arbitrage : Gord Dwyer, TJ Luxmore Michel Cormier, Brandon Gawryletz |
| Talbot           | Gardiens | Fleury           |                  | Arbitrage : Gord Dwyer, TJ Luxmore Michel Cormier, Brandon Gawryletz |
| 9 min            | Pénalités | 9 min            |                  | Arbitrage : Gord Dwyer, TJ Luxmore Michel Cormier, Brandon Gawryletz |
| 24               | Tirs | 23               |                  | Arbitrage : Gord Dwyer, TJ Luxmore Michel Cormier, Brandon Gawryletz |

| 28 mai | Las Vegas | 6-2 (1-1, 3-1, 2-0) | Minnesota | T-Mobile Arena 12 156 spectateurs |

| Feuille de match | Feuille de match | Feuille de match                | Feuille de match                                                                                   | Feuille de match                                                     |
| ---------------- | --- | ------------------------------- | -------------------------------------------------------------------------------------------------- | -------------------------------------------------------------------- |
|                  | Janmark (Roy, Holden) — 5 min 9 s Hague (Karlsson) — 22 min 5 s Pacioretty (Stephenson, Theodore) — 27 min 44 s Whitecloud (Theodore, Stephenson) — 33 min 38 s Janmark (Roy) — 52 min 36 s Janmark (Tuch, Pietrangelo) — 56 min 53 s (CV) | 1-0 1-1 2-1 2-2 3-2 4-2 5-2 6-2 | Parisé (Eriksson Ek, Suter) — 16 min 49 s Kaprizov (Zuccarello Aasen, Spurgeon) — 24 min 35 s (SN) | Arbitrage : Gord Dwyer, Wes McCauley Matt MacPherson, Michel Cormier |
| Fleury           | Gardiens | Talbot                          | | Arbitrage : Gord Dwyer, Wes McCauley Matt MacPherson, Michel Cormier |
| 10 min           | Pénalités | 8 min                           | | Arbitrage : Gord Dwyer, Wes McCauley Matt MacPherson, Michel Cormier |
| 34               | Tirs | 20                              | | Arbitrage : Gord Dwyer, Wes McCauley Matt MacPherson, Michel Cormier |

- Cet article est partiellement ou en totalité issu de l'article intitulé « Séries éliminatoires de la Coupe Stanley 2021 » (voir la liste des auteurs).

#### Second tour contre l’Avalanche
Les deux meilleures équipes de la saison régulière, avec le même nombre de points, se rencontrent pour le titre de champion de la division Ouest. Lors du premier tour des séries, Las Vegas a eu besoin de sept matchs pour se défaire de Minnesota. Depuis le début des séries, MacKinnon, Landeskog et Rantanen sont les meilleurs pointeurs de l'Avalanche et Stone, Janmark et Stephenson ceux des Golden Knights. Il s'agit de la première confrontation au meilleur des 7 matchs en séries entre les deux équipes qui se sont toutefois affrontées une fois lors du tournoi de classement des séries 2020 avec une victoire en prolongation pour Las Vegas. Lors de la saison régulière, les franchises se sont rencontrées huit fois pour un bilan de quatre victoires chacune.
| 30 mai | Colorado | 7-1 (2-0, 4-1, 1-0) | Las Vegas | Ball Arena 10 489 spectateurs |

| Feuille de match | Feuille de match | Feuille de match                | Feuille de match                                  | Feuille de match                                                         |
| ---------------- | --- | ------------------------------- | ------------------------------------------------- | ------------------------------------------------------------------------ |
|                  | Rantanen (Toews, Makar) — 4 min 55 s Landeskog (Makar, Girard) — 10 min 13 s Saad (Nitchouchkine, Makar) — 21 min 4 s MacKinnon (Graves) — 24 min 3 s Landeskog (Rantanen, MacKinnon) — 34 min 23 s (SN) MacKinnon (Donskoi, Landeskog) — 37 min 5 s Makar (Jost, Burakovsky) — 55 min 49 s (SN) | 1-0 2-0 3-0 4-0 5-0 5-1 6-1 7-1 | Karlsson (Pacioretty, Marchessault) — 34 min 59 s | Arbitrage : Brian Pochmara, Kelly Sutherland Ryan Gibbons, Mark Shewchyk |
| Grubauer         | Gardiens | Lehner                          |                                                   | Arbitrage : Brian Pochmara, Kelly Sutherland Ryan Gibbons, Mark Shewchyk |
| 30 min           | Pénalités | 44 min                          |                                                   | Arbitrage : Brian Pochmara, Kelly Sutherland Ryan Gibbons, Mark Shewchyk |
| 37               | Tirs | 25                              |                                                   | Arbitrage : Brian Pochmara, Kelly Sutherland Ryan Gibbons, Mark Shewchyk |

| 2 juin | Colorado | 3-2 (pr) (2-1, 0-1, 0-0, 1-0) | Las Vegas | Ball Arena 10 491 spectateurs |

| Feuille de match | Feuille de match | Feuille de match    | Feuille de match                                                                               | Feuille de match                                               |
| ---------------- | --- | ------------------- | ---------------------------------------------------------------------------------------------- | -------------------------------------------------------------- |
|                  | Saad (Girard, Graves) — 3 min 39 s Jost (Girard, Toews) — 17 min 8 s (SN) Rantanen (MacKinnon, Makar) — 62 min 7 s (SN) | 1-0 1-1 2-1 2-2 3-2 | Martinez (Pacioretty, Theodore) — 9 min 32 s (SN) Smith (Marchessault, Theodore) — 30 min 28 s | Arbitrage : Jean Hebert, Chris Lee Devin Berg, David Brisebois |
| Grubauer         | Gardiens | Fleury              |                                                                                                | Arbitrage : Jean Hebert, Chris Lee Devin Berg, David Brisebois |
| 6 min            | Pénalités | 12 min              |                                                                                                | Arbitrage : Jean Hebert, Chris Lee Devin Berg, David Brisebois |
| 25               | Tirs | 41                  |                                                                                                | Arbitrage : Jean Hebert, Chris Lee Devin Berg, David Brisebois |

| 4 juin | Las Vegas | 3-2 (0-0, 1-1, 2-1) | Colorado | T-Mobile Arena 17 504 spectateurs |

| Feuille de match | Feuille de match | Feuille de match    | Feuille de match                                                                           | Feuille de match                                                         |
| ---------------- | --- | ------------------- | ------------------------------------------------------------------------------------------ | ------------------------------------------------------------------------ |
|                  | Karlsson (Pietrangelo, Martinez) — 24 min 38 s Marchessault (Smith, Hague) — 54 min 42 s Pacioretty (Holden, Stone) — 55 min 27 s | 1-0 1-1 1-2 2-2 3-2 | Söderberg (Bellemare, Sherwood) — 26 min 7 s Rantanen (Makar, Landeskog) — 45 min 4 s (SN) | Arbitrage : Francois StLaurent, Wes McCauley Devin Berg, David Brisebois |
| Fleury           | Gardiens | Grubauer            |                                                                                            | Arbitrage : Francois StLaurent, Wes McCauley Devin Berg, David Brisebois |
| 4 min            | Pénalités | 4 min               |                                                                                            | Arbitrage : Francois StLaurent, Wes McCauley Devin Berg, David Brisebois |
| 43               | Tirs | 20                  |                                                                                            | Arbitrage : Francois StLaurent, Wes McCauley Devin Berg, David Brisebois |

| 6 juin | Las Vegas | 5-1 (1-1, 2-0, 2-0) | Colorado | T-Mobile Arena 18 081 spectateurs |

| Feuille de match | Feuille de match | Feuille de match        | Feuille de match                        | Feuille de match                                                   |
| ---------------- | --- | ----------------------- | --------------------------------------- | ------------------------------------------------------------------ |
|                  | Marchessault (Karlsson) — 7 min 7 s Pacioretty (Stone, Whitecloud) — 21 min 11 s Marchessault (Pietrangelo, Karlsson) — 31 min 28 s (SN) Marchessault (Smith, Karlsson) — 46 min 1 s Brown (Reaves, Carrier) — 53 min 13 s | 0-1 1-1 2-1 3-1 4-1 5-1 | Saad (Compher, Burakovsky) — 1 min 50 s | Arbitrage : Dan O'Rourke, Gord Dwyer Matt MacPherson, Jonny Murray |
| Fleury           | Gardiens | Grubauer                |                                         | Arbitrage : Dan O'Rourke, Gord Dwyer Matt MacPherson, Jonny Murray |
| 6 min            | Pénalités | 10 min                  |                                         | Arbitrage : Dan O'Rourke, Gord Dwyer Matt MacPherson, Jonny Murray |
| 35               | Tirs | 18                      |                                         | Arbitrage : Dan O'Rourke, Gord Dwyer Matt MacPherson, Jonny Murray |

| 8 juin | Colorado | 2-3 (pr) (1-0, 1-0, 0-2, 0-1) | Las Vegas | Ball Arena 10 495 spectateurs |

| Feuille de match | Feuille de match                                                             | Feuille de match    | Feuille de match | Feuille de match                                                             |
| ---------------- | ---------------------------------------------------------------------------- | ------------------- | --- | ---------------------------------------------------------------------------- |
|                  | Saad (Toews, Rantanen) — 19 min 58 s Donskoi (Newhook, Nemeth) — 36 min 28 s | 1-0 2-0 2-1 2-2 2-3 | Tuch (Roy, Janmark) — 41 min 3 s Marchessault (Karlsson) — 44 min 7 s Stone (Pacioretty, Pietrangelo) — 60 min 50 s | Arbitrage : Kelly Sutherland, Brian Pochmara Michel Cormier, Matt MacPherson |
| Grubauer         | Gardiens                                                                     | Fleury              | | Arbitrage : Kelly Sutherland, Brian Pochmara Michel Cormier, Matt MacPherson |
| 2 min            | Pénalités                                                                    | 2 min               | | Arbitrage : Kelly Sutherland, Brian Pochmara Michel Cormier, Matt MacPherson |
| 30               | Tirs                                                                         | 25                  | | Arbitrage : Kelly Sutherland, Brian Pochmara Michel Cormier, Matt MacPherson |

| 10 juin | Las Vegas | 6-3 (2-1, 2-2, 2-0) | Colorado | T-Mobile Arena 18 149 spectateurs |

| Feuille de match | Feuille de match | Feuille de match                    | Feuille de match | Feuille de match                                                             |
| ---------------- | --- | ----------------------------------- | --- | ---------------------------------------------------------------------------- |
|                  | Holden (Smith, Roy) — 1 min 15 s Karlsson (Martinez) — 15 min 6 s Kolesar (Pietrangelo, Theodore) — 34 min 27 s Pietrangelo (Tuch, Pacioretty) — 39 min 42 s Carrier (Theodore, McNabb) — 51 min 46 s Pacioretty — 56 min 50 s (CV) | 0-1 1-1 2-1 2-2 3-2 3-3 4-3 5-3 6-3 | Toews (MacKinnon, Saad) — 23 s Rantanen (MacKinnon, Landeskog) — 23 min 47 s (SN) Burakovsky (Bellemare, Makar) — 36 min 52 s | Arbitrage : Francis Charron, Francois StLaurent Michel Cormier, Ryan Gibbons |
| Fleury           | Gardiens | Grubauer                            | | Arbitrage : Francis Charron, Francois StLaurent Michel Cormier, Ryan Gibbons |
| 2 min            | Pénalités | 2 min                               | | Arbitrage : Francis Charron, Francois StLaurent Michel Cormier, Ryan Gibbons |
| 23               | Tirs | 33                                  | | Arbitrage : Francis Charron, Francois StLaurent Michel Cormier, Ryan Gibbons |

- Cet article est partiellement ou en totalité issu de l'article intitulé « Séries éliminatoires de la Coupe Stanley 2021 » (voir la liste des auteurs).

#### Demi-finale de la Coupe Stanley contre les Canadiens
En raison de la pandémie de Covid-19, des règles strictes de quarantaine sont imposées par l'État canadien pour le franchissement de ses frontières. Ces règles ont conduit la LNH à adopter un format de séries où les équipes canadiennes étaient regroupées pour les deux premiers tours. Les Canadiens de Montréal étant la seule équipe canadienne présente en demi-finale de la Coupe Stanley, un aménagement est accordé par le Canada selon des règles strictes : les deux équipes doivent voyager en avion privé, subir des tests supplémentaires et être soumises à une bulle sanitaire.
Les Golden Knights sont largement favoris de la série après avoir terminé à la deuxième place de la saison régulière alors que les Canadiens sont la dernière équipe qualifiée ; Montréal n'a gagné que 24 matches en saison régulière contre 40 pour Las Vegas. Malgré tout, les deux équipes montrent des similitudes : Carey Price et Marc-André Fleury sont deux gardiens efficaces et aucun joueur des deux formations ne sort du lot.
| 14 juin | Las Vegas | 4-1 (1-0, 2-1, 1-0) | Montréal | T-Mobile Arena 17 884 spectateurs |

| Feuille de match | Feuille de match | Feuille de match    | Feuille de match                            | Feuille de match                                                      |
| ---------------- | --- | ------------------- | ------------------------------------------- | --------------------------------------------------------------------- |
|                  | Theodore (McNabb, Stephenson) — 9 min 15 s Martinez (Theodore, Smith) — 22 min 18 s Janmark (Tuch, Whitecloud) — 32 min 58 s Holden (Smith, Karlsson) — 50 min 6 s | 1-0 2-0 2-1 3-1 4-1 | Caufield (Toffoli, Perry) — 32 min 5 s (SN) | Arbitrage : Francis Charron, Gord Dwyer Kiel Murchison, Scott Cherrey |
| Fleury           | Gardiens | Price               |                                             | Arbitrage : Francis Charron, Gord Dwyer Kiel Murchison, Scott Cherrey |
| 6 min            | Pénalités | 8 min               |                                             | Arbitrage : Francis Charron, Gord Dwyer Kiel Murchison, Scott Cherrey |
| 30               | Tirs | 29                  |                                             | Arbitrage : Francis Charron, Gord Dwyer Kiel Murchison, Scott Cherrey |

| 16 juin | Las Vegas | 2-3 (0-2, 1-1, 1-0) | Montréal | T-Mobile Arena 17 920 spectateurs |

| Feuille de match | Feuille de match                                                                       | Feuille de match    | Feuille de match | Feuille de match                                                      |
| ---------------- | -------------------------------------------------------------------------------------- | ------------------- | --- | --------------------------------------------------------------------- |
|                  | Pietrangelo (Kolesar) — 38 min 46 s Pietrangelo (Marchessault, Karlsson) — 54 min 46 s | 0-1 0-2 0-3 1-3 2-3 | Armia (Edmundson, Perry) — 6 min 12 s Toffoli (Caufield, Petry) — 16 min 30 s Byron (Kotkaniemi, Edmundson) — 37 min 45 s | Arbitrage : Francis Charron, Gord Dwyer Kiel Murchison, Scott Cherrey |
| Fleury           | Gardiens                                                                               | Price               | | Arbitrage : Francis Charron, Gord Dwyer Kiel Murchison, Scott Cherrey |
| 0 min            | Pénalités                                                                              | 4 min               | | Arbitrage : Francis Charron, Gord Dwyer Kiel Murchison, Scott Cherrey |
| 31               | Tirs                                                                                   | 23                  | | Arbitrage : Francis Charron, Gord Dwyer Kiel Murchison, Scott Cherrey |

| 18 juin | Montréal | 3-2 (pr) (0-0, 1-1, 1-1, 1-0) | Las Vegas | Centre Bell 3 500 spectateurs |

| Feuille de match | Feuille de match                                                                               | Feuille de match    | Feuille de match                                                | Feuille de match                                                |
| ---------------- | ---------------------------------------------------------------------------------------------- | ------------------- | --------------------------------------------------------------- | --------------------------------------------------------------- |
|                  | Caufield (Suzuki) — 23 min 54 s Anderson — 58 min 5 s Anderson (Byron, Lehkonen) — 72 min 53 s | 0-1 1-1 1-2 2-2 3-2 | Roy — 23 min 16 s Pietrangelo (Pacioretty, Nosek) — 42 min 22 s | Arbitrage : Chris Lee, Dan O'Rourke Bryan Pancich, Andrew Smith |
| Price            | Gardiens                                                                                       | Fleury              |                                                                 | Arbitrage : Chris Lee, Dan O'Rourke Bryan Pancich, Andrew Smith |
| 8 min            | Pénalités                                                                                      | 4 min               |                                                                 | Arbitrage : Chris Lee, Dan O'Rourke Bryan Pancich, Andrew Smith |
| 27               | Tirs                                                                                           | 45                  |                                                                 | Arbitrage : Chris Lee, Dan O'Rourke Bryan Pancich, Andrew Smith |

| 20 juin | Montréal | 1-2 (pr) (0-0, 1-0, 0-1, 0-1) | Las Vegas | Centre Bell 3 500 spectateurs |

| Feuille de match | Feuille de match             | Feuille de match | Feuille de match                                                               | Feuille de match                                                |
| ---------------- | ---------------------------- | ---------------- | ------------------------------------------------------------------------------ | --------------------------------------------------------------- |
|                  | Byron (Suzuki) — 38 min 55 s | 1-0 1-1 1-2      | McNabb (Karlsson, Theodore) — 50 min 37 s Roy (Pacioretty, Tuch) — 61 min 18 s | Arbitrage : Chris Lee, Dan O'Rourke Andrew Smith, Bryan Pancich |
| Price            | Gardiens                     | Lehner           |                                                                                | Arbitrage : Chris Lee, Dan O'Rourke Andrew Smith, Bryan Pancich |
| 4 min            | Pénalités                    | 4 min            |                                                                                | Arbitrage : Chris Lee, Dan O'Rourke Andrew Smith, Bryan Pancich |
| 28               | Tirs                         | 21               |                                                                                | Arbitrage : Chris Lee, Dan O'Rourke Andrew Smith, Bryan Pancich |

| 22 juin | Las Vegas | 1-4 (0-1, 0-2, 1-1) | Montréal | T-Mobile Arena 14 791 spectateurs |

| Feuille de match | Feuille de match              | Feuille de match    | Feuille de match | Feuille de match                                                         |
| ---------------- | ----------------------------- | ------------------- | --- | ------------------------------------------------------------------------ |
|                  | Pacioretty (Roy) — 44 min 9 s | 0-1 0-2 0-3 1-3 1-4 | Kotkaniemi (Anderson, Byron) — 8 min 45 s Staal (Suzuki, Toffoli) — 26 min 32 s Caufield (Perry, Suzuki) — 29 min 49 s (SN) Suzuki (Toffoli) — 58 min 54 s (CV) | Arbitrage : Eric Furlatt, Kelly Sutherland Jonny Murray, David Brisebois |
| Fleury           | Gardiens                      | Price               | | Arbitrage : Eric Furlatt, Kelly Sutherland Jonny Murray, David Brisebois |
| 4 min            | Pénalités                     | 4 min               | | Arbitrage : Eric Furlatt, Kelly Sutherland Jonny Murray, David Brisebois |
| 27               | Tirs                          | 26                  | | Arbitrage : Eric Furlatt, Kelly Sutherland Jonny Murray, David Brisebois |

| 24 juin | Montréal | 3-2 (pr) (1-1, 1-0, 0-1, 1-0) | Las Vegas | Centre Bell 3 500 spectateurs |

| Feuille de match | Feuille de match                                                                                              | Feuille de match    | Feuille de match                                                                       | Feuille de match                                                         |
| ---------------- | --- | ------------------- | -------------------------------------------------------------------------------------- | ------------------------------------------------------------------------ |
|                  | Weber — 14 min 6 s (SN) Caufield (Edmundson, Petry) — 29 min 36 s Lehkonen (Danault, Gallagher) — 61 min 39 s | 1-0 1-1 2-1 2-2 3-2 | Smith (Theodore, Karlsson) — 14 min 54 s Martinez (Pietrangelo, Karlsson) — 41 min 8 s | Arbitrage : Kelly Sutherland, Eric Furlatt David Brisebois, Jonny Murray |
| Price            | Gardiens | Lehner              |                                                                                        | Arbitrage : Kelly Sutherland, Eric Furlatt David Brisebois, Jonny Murray |
| 4 min            | Pénalités | 6 min               |                                                                                        | Arbitrage : Kelly Sutherland, Eric Furlatt David Brisebois, Jonny Murray |
| 32               | Tirs | 39                  |                                                                                        | Arbitrage : Kelly Sutherland, Eric Furlatt David Brisebois, Jonny Murray |

- Cet article est partiellement ou en totalité issu de l'article intitulé « Séries éliminatoires de la Coupe Stanley 2021 » (voir la liste des auteurs).

### Statistiques des joueurs
| No | Nationalité | Joueur            | PJ | V | D | Min | BC | BL | Moy  | %Arr | A | Pun |
| -- | ----------- | ----------------- | -- | - | - | --- | -- | -- | ---- | ---- | - | --- |
| 29 | Canada      | Marc-André Fleury | 16 | 9 | 7 | 973 | 33 | 1  | 2,04 | 91,8 | 1 | 0   |
| 90 | Suède       | Robin Lehner      | 3  | 1 | 2 | 183 | 11 | 0  | 3,62 | 88,7 | 0 | 0   |

| No | Nationalité | Joueur           | PJ | B | A | Pts | Pun |
| -- | ----------- | ---------------- | -- | - | - | --- | --- |
| 2  | Canada      | Zach Whitecloud  | 19 | 1 | 3 | 4   | 16  |
| 3  | Canada      | Brayden McNabb   | 13 | 1 | 3 | 4   | 0   |
| 7  | Canada      | Alex Pietrangelo | 19 | 4 | 8 | 12  | 18  |
| 14 | Canada      | Nicolas Hague    | 10 | 1 | 1 | 2   | 6   |
| 22 | Canada      | Nick Holden      | 15 | 2 | 5 | 7   | 0   |
| 23 | États-Unis  | Alec Martinez    | 19 | 4 | 2 | 6   | 9   |
| 27 | Canada      | Shea Theodore    | 19 | 1 | 9 | 10  | 10  |

| No | Nationalité        | Joueur                 | Poste | PJ | B | A  | Pts | Pun |
| -- | ------------------ | ---------------------- | ----- | -- | - | -- | --- | --- |
| 9  | Canada             | Cody Glass             | C     | 1  | 0 | 0  | 0   | 0   |
| 10 | Canada             | Nicolas Roy            | C     | 19 | 4 | 5  | 9   | 8   |
| 15 | Canada             | Dylan Sikura           | AD    | 2  | 0 | 0  | 0   | 0   |
| 19 | Canada             | Reilly Smith           | AD    | 19 | 3 | 7  | 10  | 4   |
| 20 | Canada             | Chandler Stephenson    | C     | 16 | 0 | 6  | 6   | 0   |
| 26 | Suède              | Mattias Janmark        | C     | 16 | 4 | 4  | 8   | 0   |
| 28 | Canada             | William Carrier        | AG    | 19 | 1 | 2  | 3   | 8   |
| 38 | États-Unis         | Patrick Brown          | C     | 12 | 2 | 0  | 2   | 0   |
| 55 | Canada             | Keegan Kolesar         | AD    | 17 | 1 | 3  | 4   | 4   |
| 61 | Canada             | Mark Stone             | AD    | 19 | 5 | 3  | 8   | 0   |
| 67 | États-Unis         | Maximillian Pacioretty | AG    | 13 | 5 | 6  | 11  | 4   |
| 71 | Suède              | William Karlsson       | C     | 19 | 4 | 12 | 16  | 2   |
| 75 | Canada             | Ryan Reaves            | AD    | 12 | 0 | 1  | 1   | 16  |
| 81 | Canada             | Jonathan Marchessault  | C     | 19 | 6 | 3  | 9   | 12  |
| 89 | États-Unis         | Alex Tuch              | AD    | 19 | 4 | 5  | 9   | 6   |
| 92 | République tchèque | Tomáš Nosek            | AG    | 6  | 0 | 1  | 1   | 4   |